# Constance Bennett
Constance Bennett   (Nova York, 22 d'octubre de 1904 - Fort Dix, 24 de juliol de 1965) va ser una actriu estatunidenca. Va ser una de les actrius més populars dels anys 20 i 30, i una de les més populars de la seva època.
Interpretà sovint papers de dames d'alta societat, centrant-se en melodrames durant la dècada dels anys 30 i evolucionant cap a papers més còmics i amb més personalitat. Destaquen les seves interpretacions a El preu de Hollywood (1932), Bed of Roses (1933), Topper (1937) o La dona de les dues cares (1941), el darrer film de Greta Garbo.
Els seus pares, Richard Bennett i Adrienne Morrison, així com les seves dues germanes, Joan Bennett i Barbara Bennett, també eren actrius.

## Filmografia
- The Valley of Decision (1916)
- Reckless Youth (1922)
- Evidence (1922)
- What's Wrong with the Women? (1922)
- Cytherea (1924)
- Into the Net (1924)
- Wandering Fires (1925)
- The Goose Hangs High (1925)
- Code of the West (1925)
- My Son (1925)
- My Wife and I (1925)
- The Goose Woman (1925)
- Sally, Irene and Mary (1925)
- The Pinch Hitter (1925)
- Married? (1926)
- Rich People (1929)
- This Thing Called Love (1929)
- Son of the Gods (1930)
- Three Faces East (1930)
- Common Clay (1930)
- Sin Takes a Holiday (1930)
- The Easiest Way (1931)
- Born to Love (1931)
- The Common Law (1931)
- Bought (1931)
- Screen Snapshots (1932)
- Lady with a Past (1932)
- El preu de Hollywood (1932)
- Two Against the World (1932)
- Rockabye (1932)
- Our Betters (1933)
- Bed of Roses (1933)
- After Tonight (1933)
- Moulin Rouge (1934)
- The Affairs of Cellini (1934)
- Outcast Lady (1934)
- After Office Hours (1935)
- Starlit Days at the Lido (1935)
- Everything Is Thunder (1936)
- Ladies in Love (1936)
- Daily Beauty Rituals (1937)
- Topper (1937)
- Merrily We Live (1938)
- Service de Luxe (1938)
- Topper Takes a Trip (1938)
- Tail Spin (1939)
- Escape to Glory (1940)
- Law of the Tropics (1941)
- Picture People No. 2: Hollywood Sports (1941)
- La dona de les dues cares (1941)
- Wild Bill Hickok Rides (1942)
- Hedda Hopper's Hollywood No. 5 (1942)
- Sin Town (1942)
- Madame Spy (1942)
- Paris Underground (1945)
- Centennial Summer (1946)
- The Unsuspected (1947)
- Smart Woman (1948)
- Angel on the Amazon (1948)
- It Should Happen to You! (1954)
- Madame X (1966)